# Smiske Winter
Smiske Winter is een Belgisch bier van hoge gisting.
Het bier wordt gebrouwen in Brouwerij Smisje te Mater, een deelgemeente van de stad Oudenaarde. Het is een donker amberkleurig bier met een alcoholpercentage van 11%. Het wordt enkel tijdens de wintermaanden gebrouwen.
Voordien werd dit bier verkocht onder de naam Smisje Kerst en nadien ook als KerstSmiske.